# Nanaloricidae
Nanaloricidae é uma família de pequenos animais marinhos do filo Loricifera.

## Gêneros
- Armorloricus Kristensen e Gad, 2004
- Nanaloricus Kristensen, 1983
- Phoeniciloricus Gad, 2004
- Spinoloricus Heiner e Neuhaus, 2007